# Галкинський район (Павлодарська область)
Га́лкинський район (рос. Галкинский район) — колишня адміністративна одиниця третього порядку у складі Павлодарської області Казахської РСР, яка існувала у період 1944-1957 років.

## Історія
Галкинський район був утворений 8 травня 1944 року у складі Павлодарської області шляхом розукрупнення Цюрупинського району. До його складу увійшли 13 районів: Александровська, Алексієвська, Бурубайська, Галкинська, Єленовська, Жана-Аульська, Ніколаєвська, Ніязовська, Радужна, Тайбаразька, Теренгульська, Ундруська та Чигиринська.
25 жовтня 1957 року район був ліквідований, територія увійшла до складу Цюрупинського району.

## Адміністративний поділ
Станом на 1951 рік до складу району входили 13 сільрад: Александровська, Алексієвська, Бурубайська, Галкинська, Єленовська, Жана-Аульська, Ніколаєвська, Ніязовська, Радужна, Теренгульська, Ундруська, Чигиринська та Шоктальська.